# Psiarz

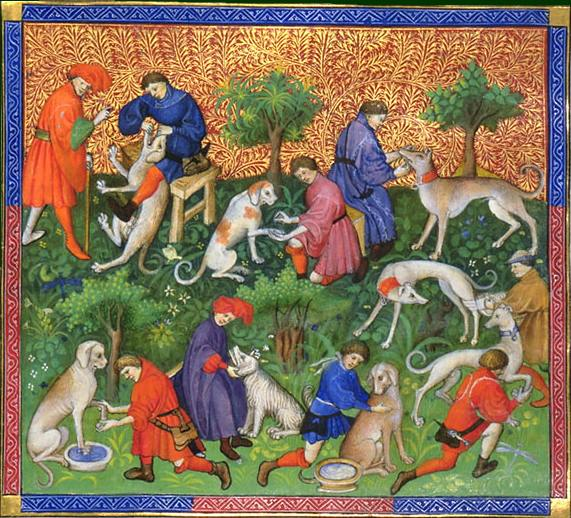
Psiarze przedstawieni na francuskiej miniaturze z lat 1405-1410. Le Livre de chasse de Gaston Phébus, Paryż, Bibliothèque nationale de France, Français 616

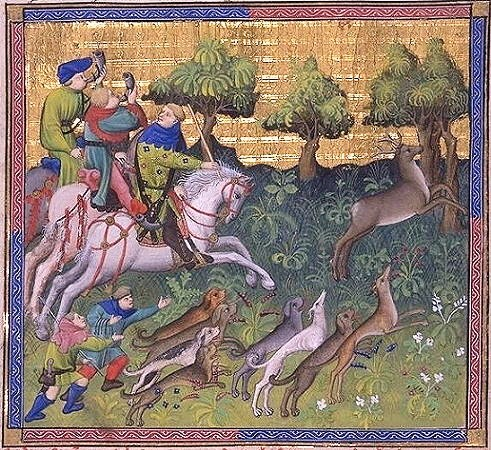
Scena polowania z psami. Le Livre de chasse de Gaston Phébus, Paryż, Bibliothèque nationale de France, Français 616

Psiarze (psarze, psary, psiarczyki, łac canniductores, custodes canum, niem. Hundefuehrer lub Hundewarter) – w okresie wczesnego średniowiecza grupa książęcej ludności służebnej zajmująca się hodowlą, tresurą i prowadzeniem psów na potrzeby monarchów świeckich i książąt Kościoła. Służebnicy (ministeriales) zwani psiarzami na dworach królewskich, książęcych i biskupich podlegali urzędnikom dworskim zwanym łowczymi. Ich zadaniem była opieka nad psami szkolonymi do łowów i prawdopodobnie uczestniczenie w polowaniach.
W dokumentach polskich wymieniani od roku 1230 razem z cienietnikami i sokolnikami, często przy okazji uwolnienia poddanych z obciążeń na rzecz tych służebników.
W dokumentach czeskich nazywani hołotą, gołotą, ...venatores et caniductores qui holohti...(1235). Takie miano mogło dotyczyć także łowców polskich. Pośrednio poświadcza to bulla gnieźnieńska(1136) , wymieniając  zamieszkałego w wiosce strzelców ...Villa sagitariorum...,  Golca z towarzyszami. Psiarze nie zniknęli z areny dziejów z końcem XIII wieku, jak wielu przedstawicieli zawodów służebnych.
Służebnicy ci pozostawali w służbie królewskiej i możnych panów do XX wieku. Doglądanie i prowadzenie psów myśliwskich w Polsce opisuje wydane w 1618 roku Myślistwo z ogary, autorstwa wojewody poznańskiego Jana Ostroroga.  Spotykane w Myślistwie z ogary określenia psów (przejemca-łowca, popędźca-znalazca, gońca, wyprawca, poprawca) oraz specjalności psarów (myśliwiec venator cum cannibus, dojeżdżacz, biesagowy, szczwacz) nie zostały odnotowane w średniowiecznych źródłach i mogą być późniejszego pochodzenia. Jedynie słowo "myśliwiec" ma starszą metrykę, gdyż pojawiało się w dokumentach dość wcześnie.
Świadectwem istnienia psiarzy są nazwy miejscowe Psary, które noszą osady położone w sąsiedztwie starych grodów.
W Polsce nazwę Psary posiada 26 miejscowości. Ponadto istnieją pojedyncze miejscowości o nazwach Psarnia, Psarskie (po dwie) oraz Psarki (jedna). Tak duża liczba nazw miejscowości potwierdza przynależność psarów do systemu średniowiecznego osad służebnych na terenie Polski.